# Ruzsa, Csongrád
Ruzsa  este un sat în districtul Mórahalm, județul Csongrád, Ungaria, având o populație de 2.520 de locuitori (2011). 

## Demografie
Componența etnică a satului Ruzsa
     Maghiari (96,8%)
     Germani (1,39%)
     Necunoscut (0,5%)
     Alții (1,3%)
Componența confesională a satului Ruzsa
     Romano-catolici (70,75%)
     Fără religie (7,9%)
     Reformați (2,14%)
     Necunoscută (18,13%)
     Alte religii (2,26%)
Conform recensământului din 2011, satul Ruzsa avea 2.520 de locuitori. Din punct de vedere etnic, majoritatea locuitorilor (96,8%) erau maghiari, cu o minoritate de germani (1,39%). Apartenența etnică nu este cunoscută în cazul a 0,5% din locuitori.  Din punct de vedere confesional, majoritatea locuitorilor (70,75%) erau romano-catolici, existând și minorități de persoane fără religie (7,9%) și reformați (2,14%). Pentru 18,13% din locuitori nu este cunoscută apartenența confesională.